# I-22 (sous-marin)
Pour les articles homonymes, voir I-22.
Le I-22 (イ-22) est un sous-marin japonais de Type C ((丙型（伊十六型, Hei-gata, classe I-16) de la sous-classe C1 construits pour la marine impériale japonaise.
Mis en service en 1940, il a servi de navire-mère pour un sous-marin de poche lors de l'attaque de Pearl Harbor et de Diego-Suarez. Il a effectué une patrouille de guerre dans l'océan Pacifique et l'océan Indien, et a servi dans la campagne de Guadalcanal et la campagne de Nouvelle-Guinée. On a eu de ses nouvelles pour la dernière fois le 31 août 1943.

## Description
Les sous-marins de type C ont été dérivés de la sous-classe KD6 de la classe Kaidai avec un armement de torpilles plus lourd pour les attaques à longue distance. Ils ont déplacé 2 595 tonnes en surface et 3 618 tonnes en immersion. Les sous-marins mesuraient 109,3 mètres de long, avaient une largeur de 9,1 mètres et un tirant d'eau de 5,3 mètres. Ils possédaient une profondeur de plongée de 100 mètres.
Pour la navigation de surface, les sous-marins étaient propulsés par deux moteurs diesel de 6 200 chevaux (4 623 kW), chacun entraînant un arbre d'hélice. En immersion, chaque hélice était entraînée par un moteur électrique de 1 000 chevaux-vapeur (746 kW). Ils pouvaient atteindre 23,6 noeuds (43,7 km/h) en surface et 8 noeuds (15 km/h) sous l'eau. En surface, les C1 avaient une autonomie de 14 000 milles nautiques (26 000 km) à 16 noeuds (30 km/h) ; en immersion, ils avaient une autonomie de 60 milles nautiques (110 km) à 3 noeuds (5,6 km/h).
Les sous-marins étaient armés de huit tubes lance-torpilles de 533 mm à l'avant et transportaient un total de 20 torpilles. Ils étaient également armés d'un seul canon de pont de 140 mm/40 et de deux supports simples ou doubles pour les canons antiaériens Type 96 de 25 mm. Ils étaient équipés pour transporter un sous-marin de poche de type A à l'arrière de la tour de contrôle.

## Construction
Construit par la Kawasaki Shipbuilding à Kobe au Japon, le I-22 a été mis sur cale le 25 novembre 1937 sous le nom de Sous-marin n°47. Il a été lancé le 23 décembre 1938 sous le nom de I-22. Il a été achevé et mis en service le 10 mars 1941.

## Histoire de service

### Avant la Seconde Guerre mondiale
Lors de sa mise en service, le I-22 a été rattaché au district naval de Yokosuka et affecté à l'escadron d'entraînement de l'unité de garde de Yokosuka. Le Capitaine Ageta Kiyoi est le commandant du sous-marin.
Il a été réaffecté à la 3e division de sous-marins du 1er escadron de sous-marins de la 6e Flotte le 15 juillet 1941.
Le 22 octobre 1941, le I-22 est passé de Saeki à celui de l'Arsenal naval de Kure, où il est devenu le premier sous-marin à être converti en navire-mère pour un sous-marin de poche de Type A Kō-hyōteki, tout comme les sous-marins I-16, I-18, I-20 et I-24. Le 30 octobre 1941, le I-22 a remplacé le sous-marin I-21 comme navire amiral de la 3e division de sous-marins.
Le 17 novembre 1941, au club de la marine de Kure, le commandant de la 3e division de sous-marins a informé les commandants des cinq sous-marins convertis de l'attaque prochaine de Pearl Harbor et du rôle de leurs sous-marins dans cette attaque. Il avait été désigné comme commandant de l'unité d'attaque spéciale, composée des cinq sous-marins, dont chacun devait lancer un sous-marin de poche de type A au large de Pearl Harbor afin que les sous-marins de poche puissent participer à l'attaque.
Le 18 novembre 1941, les cinq sous-marins se déplacèrent de Kure vers le polygone d'essais navals de Kamegakubi, où chacun embarqua un sous-marin de poche de type A. Le 19 novembre 1941, à 2h15, les cinq sous-marins partirent de Kamegakubi à destination des îles hawaïennes, en empruntant une route directe qui les menait au sud de l'atoll de Midway. En mer, ils reçurent le 2 décembre 1941 le message de la Flotte combinée "Montez le Mont Niitaka 1208" (en japonais : Niitakayama nobore 1208), indiquant que la guerre avec les Alliés commencerait le 8 décembre 1941, heure du Japon, c'est-à-dire le 7 décembre 1941 de l'autre côté de la ligne internationale de changement de date à Hawaii.

### Seconde Guerre mondiale

#### Pearl Harbor
Le 7 décembre 1941, à 1h10, le I-22 atteignit la position de lancement de son sous-marin de poche n°15, à 9 milles nautiques (17 km) au sud de l'entrée de Pearl Harbor. À 1h16, il lança le n°15. À 2h, il aperçut les silhouettes de deux navires ressemblant à des croiseurs lourds et fut immergé. Il entendit une forte explosion à 7h12, suivie d'une deuxième à 7h13 et d'une troisième à 8h18.
Le n°15 a apparemment réussi à pénétrer les défenses de Pearl Harbor. A 8h30, alors que l'attaque aérienne sur le port était en cours, le destroyer dragueur de mines USS Zane a signalé avoir repéré un sous-marin de poche - probablement le n°15 - à 180 m derrière le navire de réparation USS Medusa. Le destroyer dragueur de mine USS Breese a ensuite repéré le sous-marin, suivi par le transport d'hydravions USS Curtiss, qui a ouvert le feu sur lui, tout comme le Medusa et le transport d’hydravions USS Tangier. Avant de pouvoir plonger à nouveau, un tir de mitrailleuse de calibre .50 l'a ratissé et un obus de 127 mm a touché sa tour de contrôle, décapitant son commandant. Pendant ce temps, le destroyer USS Monaghan avait repéré le sous-marin à 1 100 m de son avant tribord et s'est dirigé vers lui, avec l'intention de l'éperonner. Le sous-marin s'est tourné vers le Monaghan et a tiré sa deuxième et dernière torpille, qui a manqué de peu le bord le côté tribord du Monaghan et a explosé sur le rivage de l'île Ford. Le Monaghan a éperonné le sous-marin, l'a conduit au fond du port de 9,1 m de profondeur et a largué deux grenades sous-marines qui ont ramené le sous-marin à la surface, puis il a coulé au nord-ouest de l'île Ford, avec la perte des deux membres de son équipage.
En mer, le I-22 a subi des attaques répétées de grenades sous-marines entre 9h50 et 12h43, mais n'a subi aucun dommage. Il a fait surface à 18h06 et s'est dirigé vers une zone à l'ouest de Lanai où des plans prévoyaient la récupération des sous-marins de poche. Il a atteint la zone à 23h14. Quand aucun des sous-marins de poche n'est arrivé, il est parti à 6 heures le 8 décembre pour une autre zone de récupération, où il a commencé à 18 heures à faire surface pour trouver les sous-marins de poche, mais il n'en a trouvé aucun. Le commandant de l'unité spéciale d'attaque lui a ordonné de retourner à nouveau à la zone de récupération primaire au large de Lanai le 9 décembre, mais il n'y avait toujours aucune trace des sous-marins de poche ou de leurs équipages. À 01h22 le 10 décembre, il a reçu des ordres affirmant que l'un des sous-marins de poche avait remporté une "victoire importante" non spécifiée lors de l'attaque du 7 décembre et ordonnant aux I-22 et I-16 de continuer à rechercher les sous-marins de poche et leurs équipages jusqu'à l'aube du 11 décembre. Le I-22 a tenté de contacter le n°15 par radio le 10 décembre et, à 18h02, il a entamé des recherches en surface au sud de Molokai. Finalement, aucun des cinq sous-marins de poche n'est revenu et, à l'aube du 11 décembre, le I-22 était au large de Lanai lorsqu'il a reçu l'ordre de suspendre les recherches et de se joindre au I-18 pour bombarder l'île Johnston.
Le 15 décembre 1941, le I-22 s'approcha de l'île Johnston sous un grain de pluie. Il ouvrit le feu avec son canon de pont de 140 millimètres (5,5 pouces) depuis 5 000 m au large. Son troisième tir a mis le feu à un réservoir de stockage de pétrole qui alimentait une centrale électrique située à proximité. Il a tiré sur le réservoir en feu pendant dix minutes, touchant plusieurs autres bâtiments. Un obus de 140 millimètres a atterri à l'arrière du transport de la marine américaine USS William Ward Burrows, qui était ancré à l'intérieur du récif. Un autre obus est passé au-dessus du gaillard avant du William Ward Burrows, mais le navire n'a pas été touché. Les forces du Corps des Marines des Etats-Unis (United States Marine Corps) sur l'île ripostèrent avec des canons de 127 mm, mais les tirs des Marines étaient imprécis, et le I-22 resta en surface alors qu'il quittait la zone indemne à 18 noeuds (33 km/h). Il arriva à Kwajalein le 21 décembre 1941.

#### Première patrouille de guerre
Le 4 janvier 1942, le I-22 quitta Kwajalein en compagnie des I-18 et 'I-24, pour leurs premières patrouilles de guerre, qui lui assignèrent des zones de patrouille au large des îles hawaïennes. Le 10 janvier, il atteignit sa zone de patrouille assignée au sud-est d'Oahu et y opéra sans incident jusqu'au 18 ou 20 janvier 1942, date à laquelle il mit le cap sur le nord-ouest des îles hawaïennes pour reconnaître les hauts-fonds du Banc de sable de la Frégate française anglais : French Frigate Shoals, Hawaïen : Kānemilohaʻi) pour déterminer si les forces américaines y étaient présentes. Il effectua une brève reconnaissance du banc de sable de la Frégate française le 24 janvier 1942, puis se rendit à Yokosuka, qu'il atteignit le 2 février 1942 en compagnie du I-24.

#### Février-avril 1942
Le 10 mars 1942, il a été réaffecté au 8e escadron de sous-marins et le 15 avril 1942, il a été affecté à la 3e division de sous-marins avec les I-21 et I-24 qui, avec la 14e division de sous-marins - composée des I-27, I-28 et I-29 - constituaient le Détachement avancé de l'Est, qui était sous le commandement général du commandant de la 3e division de sous-marins.
Le 15 avril 1942, le I-22 s'est mis en route de Kure à destination de Truk avec les autres sous-marins du détachement. Au cours de leur voyage, 16 bombardiers North American B-25 Mitchell de l'United States Army Air Forces (USAAF - armée de l'air américaine) lancés par le porte-avions USS Hornet ont frappé des cibles sur Honshu lors du raid de Doolittle le 18 avril 1942. Ce jour-là, le détachement reçut l'ordre de se dérouter de son voyage et de se diriger vers l'est-nord-est à la vitesse maximum pour intercepter la Task Force de l'US Navy qui avait lancé l'attaque, mais les ordres furent annulés le 19 avril et les sous-marins reprirent leur voyage vers Truk, qu'ils atteignirent le 24 avril 1942.

#### Seconde patrouille de guerre
Le 30 avril 1942, les I-22, I-24, I-28 et I-29 ont fait route de Truk pour former une ligne de patrouille au sud-ouest de Guadalcanal en soutien à l'opération MO, une invasion japonaise prévue de Tulagi dans les îles Salomon et de Port Moresby en Nouvelle-Guinée. Alors qu'ils étaient en route, la bataille de la mer de corail commença le 4 mai 1942, alors que les forces alliées s'efforçaient de bloquer l'offensive japonaise. Alors que la bataille se poursuivait, les quatre sous-marins arrivèrent dans les zones qui leur avaient été assignées et formèrent leur ligne de patrouille le 5 mai 1942. Alors que les Japonais s'emparaient de Tulagi et étaient refoulés de Port Moresby, la patrouille du I-22 se passa tranquillement. Il reçut l'ordre le 11 mai 1942 de retourner à Truk. Alors qu'il était en route, le sous-marin USS Tautog aperçut deux sous-marins japonais - probablement le I-22 et le I-24 - se déplaçant séparément en surface et attaqua sans succès l'un d'eux tôt le matin du 17 mai 1942, mais quelques heures plus tard, il coula le I-28, qui suivait le I-22 et le I-24 sur la même route,. Le I-22 est arrivée sain et sauf à Truk plus tard dans la journée.

### Attaque du port de Sydney et quatrième patrouille de guerre
Le jour de son arrivée à Truk, le I-22 embarqua à bord un sous-marin de poche de type A. Le 18 mai 1942, il fit route en compagnie du I-24 et du I-27 vers Sydney, en Australie, pour lancer une attaque de sous-marins de poche contre des navires dans le port de Sydney. Au cours de leur voyage, les trois sous-marins ont reçu des rapports de reconnaissance du I-29, qui a lancé un hydravion pour reconnaître le port de Sydney le 23 mai 1942, et du I-21, dont l'hydravion Yokosuka E14Y1 (nom de code allié "Glen") a effectué un vol de reconnaissance tôt le matin du 29 mai 1942 et a aperçu le croiseur lourd USS Chicago à Sydney, le signalant par erreur comme un cuirassé. Ce jour-là, le commandant du détachement avancé de l'Est a ordonné aux trois sous-marins de lancer l'attaque des sous-marins de poche.
Le 30 mai 1942, les I-22, I-24 et I-27 arrivèrent au large de Sydney. Entre 17h21 et 17h40 le 31 mai, chacun lança son sous-marin de poche pour commencer ce qui fut connu sous le nom d'Attaque dans la baie de Sydney. Le sous-marin de poche du I-22, le M21, atteignit le port, où le patrouilleur HMAS Yandra essaya de l'éperonner, puis largua des grenades sous-marines. Le M21 a survécu à l'attaque du Yandra, mais lorsque le patrouilleur HMAS Sea Mist l'a attaqué au large de Taylor's Bay et l'a mis hors service, l'équipage du M21 de deux hommes s'est tué par balle. Les forces alliées ont ensuite retrouvé le M21 au fond du port avec son moteur toujours en marche. Les sous-marins de poche des I-24 et I-27 ont également été perdus.
Les I-22, I-24 et I-27 ont erré au large de Sydney jusqu'au 3 juin 1942 dans l'espoir de récupérer leurs sous-marins de poche, puis ont abandonné tout espoir et ont quitté la zone, se séparant pour commencer des patrouilles de lutte contre les navires]. Le I-22 a été chargé de mener une reconnaissance de Wellington et d'Auckland, en Nouvelle-Zélande, et de Suva dans les îles Fidji. Il effectua une reconnaissance périscopique de Wellington les 8 et 9 juin 1942, et le 9 juin, un poste militaire néo-zélandais l'aperçut en surface dans la baie de Mahinepua au large des îles Cavalli, signalant qu'il se trouvait à 337 degrés nord-est et à 2,2 milles nautiques (4,1 km) des îles à 10h30 et 302 degrés nord-est et 4,5 milles nautiques (8,3 km) d'elles à 11h00. Le 10 juin à 14h18, il a attaqué un petit navire à vapeur au large de l'île Portland, mais sa torpille est passée sous la coque du vapeur sans exploser et le navire s'est échappé. Il a effectué une reconnaissance dans le golfe d'Hauraki et à Auckland dans la soirée, à Suva les 17 et 18 juin, puis à Auckland le 19 juin, et est arrivé à Kwajalein avec les I-21, I-24, I-27 et I-29 le 25 juin 1942. Il a quitté Kwajalein le 5 juillet à destination de Yokosuka, qu'il a atteint le 11 juillet 1942.

#### Cinquième patrouille de guerre
Pendant le séjour du I-22 à Yokosuka, la campagne de Guadalcanal a commencé le 7 août 1942 par des débarquements amphibies américains sur Guadalcanal, Tulagi, les îles Florida, Gavutu et Tanambogo dans le sud-est des îles Salomon. Le 11 septembre 1942, le I-22 quitta Yokosuka à destination des îles Salomon pour effectuer sa cinquième patrouille de guerre. En mer, il reçut l'ordre, le 15 septembre 1942, de rejoindre une ligne de patrouille au sud-ouest de l'île Rennell. Il a signalé avoir aperçu un convoi allié se dirigeant vers le nord à 40 milles nautiques (74 km) au sud-est de Malaita le 1er octobre et a signalé sa position au sud-est de Malaita le 4 octobre 1942.

#### Perte
Le 6 octobre 1942, à 21h50, temps moyen de Greenwich, un hydravion Consolidated PBY Catalina de l'US Navy volant au sud-ouest de Henderson Field sur Guadalcanal a aperçu le I-22 submergé dans la mer de corail à la position géographique de 11° 22′ S, 162° 20′ E. L'avion a largué quatre grenades sous-marines. Des hydrocarbures et des bulles sont apparus à la surface, marquant la fin du I-22 avec la perte des 100 hommes à bord.
Le 12 novembre 1942, la marine impériale japonaise a déclaré le I-22 présumé perdu avec tout son équipage. Il a été rayé de la liste de la marine le 15 décembre 1942.
Après la Seconde Guerre mondiale, le Comité d'évaluation conjoint Armée-Marine des États-Unis (U.S. Joint Army-Navy Assessment Committee ou JANAC) a officiellement attribué au PT boat PT-122 de la marine américaine le naufrage du I-22 au large du fleuve Kumusi, sur la côte de la Nouvelle-Guinée, dans la nuit du 23 au 24 décembre 1942, ce qui a été réfuté par la suite.